# جرمی کلاینر
جرمی کلاینر (انگلیسی: Jeremy Kleiner؛ زادهٔ ۱۹۷۶) یک تهیه‌کننده اهل ایالات متحده آمریکا است.
وی در سال ۲۰۱۳ برای فیلم ۱۲ سال بردگی برنده جایزه اسکار بهترین فیلم شده است.

## فیلم‌شناسی
- The Private Lives of Pippa Lee (۲۰۰۹)
- کیک-اس (۲۰۱۰)
- بخور، عبادت کن، عشق بورز (۲۰۱۰)
- جنگ جهانی زد (۲۰۱۳)
- ۱۲ سال بردگی (۲۰۱۳)
- داستان واقعی (۲۰۱۴)
- سلما (۲۰۱۴)
- بیگ شورت (۲۰۱۵)
- سریال The OA (تلویزیون) (۲۰۱۶)[۱]
- The Lost City of Z (۲۰۱۶)
- War Machine (۲۰۱۶)
- معاون (فیلم) (۲۰۱۸)